# Checoslovaquia en los Juegos Olímpicos de Sarajevo 1984
Checoslovaquia estuvo representada en los Juegos Olímpicos de Sarajevo 1984 por un total de 50 deportistas que compitieron en 8 deportes.  
El portador de la bandera en la ceremonia de apertura fue el jugador de hockey sobre hielo Jiří Králík.

## Medallistas
El equipo olímpico checoslovaco obtuvo las siguientes medallas:
| Nombre                                                       | Deporte            | Competición       |
| ------------------------------------------------------------ | ------------------ | ----------------- |
| Oro                                                          |                    |                   |
| —                                                            |                    |                   |
| Plata                                                        |                    |                   |
| Dagmar Švubová Blanka Paulů Gabriela Svobodová Květa Jeriová | Esquí de fondo     | 4 × 5 km F        |
| Equipo                                                       | Hockey sobre hielo | Torneo M          |
| Bronce                                                       |                    |                   |
| Olga Charvátová                                              | Esquí alpino       | Descenso F        |
| Květa Jeriová                                                | Esquí de fondo     | 5 km F            |
| Jozef Sabovčík                                               | Patinaje artístico | Individual M      |
| Pavel Ploc                                                   | Saltos en esquí    | Trampolín largo M |